# Jannik Dehm
Jannik Dehm (Bruchsal, 2 maggio 1996) è un calciatore tedesco, difensore del Fürth.

## Caratteristiche tecniche
È un terzino destro.

## Carriera

### Club
Cresciuto nel settore giovanile del Karlsruhe, debutta in prima squadra il 2 agosto 2015 giocando l'incontro di 2. Fußball-Bundesliga perso 2-1 contro il St. Pauli. pochi giorni dopo viene acquistato dall'Hoffenheim che lo aggrega alla propria seconda squadra; qui gioca tre campionati in Regionalliga dove gioca 86 incontri e segna 4 reti. Nel 2018 si trasferisce all'Holstein Kiel.

### Nazionale
Nel 2015 ha giocato una partita con la nazionale tedesca Under-19.

## Statistiche
Statistiche aggiornate al 20 dicembre 2020.

### Presenze e reti nei club
| Stagione             | Squadra              | Campionato           | Campionato | Campionato | Coppe nazionali | Coppe nazionali | Coppe nazionali | Coppe continentali | Coppe continentali | Coppe continentali | Altre coppe | Altre coppe | Altre coppe | Totale | Totale | Totale |
| Stagione             | Squadra              | Comp                 | Pres       | Reti       | Comp            | Pres            | Reti            | Comp               | Pres               | Reti               | Comp        | Pres        | Reti        | Pres   | Reti   |        |
| -------------------- | -------------------- | -------------------- | ---------- | ---------- | --------------- | --------------- | --------------- | ------------------ | ------------------ | ------------------ | ----------- | ----------- | ----------- | ------ | ------ | ------ |
| ago. 2015            | Karlsruhe            | 2L                   | 1          | 0          | CG              | 1               | 0               |                    | -                  | -                  |             | -           | -           | 2      | 0      |        |
| 2015-2016            | Hoffenheim II        | RL                   | 31         | 3          |                 | -               | -               |                    | -                  | -                  |             | -           | -           | 31     | 3      |        |
| 2016-2017            | Hoffenheim II        | RL                   | 24         | 1          |                 | -               | -               |                    | -                  | -                  |             | -           | -           | 24     | 1      |        |
| 2017-2018            | Hoffenheim II        | RL                   | 31         | 0          |                 | -               | -               |                    | -                  | -                  |             | -           | -           | 31     | 0      |        |
| Totale Hoffenheim II | Totale Hoffenheim II | Totale Hoffenheim II | 86         | 4          |                 | -               | -               |                    | -                  | -                  |             | -           | -           | 86     | 4      |        |
| 2018-2019            | Holstein Kiel        | 2L                   | 33         | 0          | CG              | 3               | 0               |                    | -                  | -                  |             | -           | -           | 36     | 0      |        |
| 2019-2020            | Holstein Kiel        | 2L                   | 7          | 1          | CG              | 0               | 0               |                    | -                  | -                  |             | -           | -           | 7      | 1      |        |
| 2020-2021            | Holstein Kiel        | 2L                   | 13         | 1          | CG              | 1               | 0               |                    | -                  | -                  |             | -           | -           | 14     | 1      |        |
| Totale carriera      | Totale carriera      | Totale carriera      | 140        | 6          |                 | 5               | 0               |                    | -                  | -                  |             | -           | -           | 145    | 6      |        |